# Hermann Goetz (Kunsthistoriker)
Hermann Goetz (* 17. Juli 1898 in Karlsruhe; † 8. Juli 1976 in Heidelberg) war ein deutscher Kunsthistoriker, dessen Spezialgebiet die indische Kunst war.

## Leben
Goetz war der Sohn des Künstlers und Direktors der Badischen Landeskunstschule in Karlsruhe Hermann Goetz und besuchte das Realgymnasium in München. Er studierte Kunstgeschichte an der Universität München und wurde 1923 über Die Hoftrachten des Großmoghul-Reiches promoviert. 1926 bis 1931 war er Assistent am Völkerkunde-Museum in Berlin. 1931 bis 1935 war er am Kern-Institut für Indische Archäologie und Geschichte der Universität Leiden. In dieser Zeit machte er sich schon einen Namen durch Veröffentlichungen über indische Kunstgeschichte, unter anderem das Jahangir-Album in der Berliner Staatsbibliothek.
Er kam 1936 mit einem Reisestipendium des Kern-Instituts nach Indien um die Kunst und Geschichte des Punjab und der Himalaya-Grenzregion zu studieren. Das Ergebnis waren eine Veröffentlichung über frühe hölzerne Tempel in Chamba und Miniaturgemälde. Auch nach Ende des Stipendiums blieb er zum Studium indischer Kunst im Land und verdiente sich seinen Lebensunterhalt durch Lehraufträge an verschiedenen Universitäten, Vorträge, schriftstellerische und journalistische Arbeiten (Zeitungskorrespondent bis 1938). Er dokumentierte wichtige Werke aus Architektur und Kunst mit seiner Kamera und veröffentlichte eine Monographie über die Kunst im Fürstentum Bikaner. 1940 wurde er Direktor des Museums des Maharadscha Sayaji Rao Gaekwad III (1863–1939) von Baroda als Nachfolger von Ernst Cohn-Wiener, der ab 1934 Direktor war, aber aus Gesundheitsgründen Indien verließ.
Goetz modernisierte die Präsentation des 1895 gegründeten Museums und erwarb für das Museum auch Werke neuerer indischer und in Indien wirkender westlicher Künstler. 1943 gründete er das Bulletin of the Baroda Museum und wurde Honorarprofessor an der Universität Baroda. Nach seinem Ruhestand 1953 wurde er Direktor der National Gallery of Modern Art in New Delhi, die 1954 eröffnete mit einer Ausstellung zeitgenössischer indischer Bildhauer. 1955 kehrte er nach Deutschland zurück, war aber nochmals 1958 auf Einladung des Maharadschas von Baroda in Indien, um das Maharaja Fateh Singh Museum einzurichten. 1961 wurde er Honorarprofessor am neu gegründeten Südasien-Institut der Universität Heidelberg, an dem er bis zu seinem Tod 1976 lehrte.
Zu seinen Schülern in Heidelberg gehört Hermann Kulke.

## Schriften
- mit Ernst Kühnel: Indische Buchmalereien aus dem Jahángîr-Album der Staatsbibliothek zu Berlin (= Buchkunst des Orients. 2, ZDB-ID 793409-9). Scarabaeus, Berlin 1924.
  - Englische Ausgabe: Indian Book Painting from Jahāngir’s Album in the State Library in Berlin. Kegan Paul, Trench, Trubner & Co., London 1926, (Digitalisat).
- Die Stellung der indischen Chroniken im Rahmen der indischen Geschichte (= Untersuchungen zur Geschichte des Buddhismus. 11, ZDB-ID 279911-X). O. Schloss, München u. a. 1924.
- als Herausgeber mit Rose Ilse-Munk: Gedichte aus der indischen Liebesmystik des Mittelalters. Krishna und Rādhā. Asia Major, Leipzig 1925.
- Epochen der indischen Kultur. Hiersemann, Leipzig 1929.
- Bilderatlas zur Kulturgeschichte Indiens in der Grossmoghul-Zeit. Die materielle Kultur des Alltags, ihre Wurzeln, Schichten, Wandlungen und Beziehungen zu anderen Völkern, auf Grund der indischen Miniatur-Malerei und anderer Quellen dargestellt. Reimer, Berlin 1930.
- Geschichte der indischen Miniaturmalerei. de Gruyter, Berlin u. a. 1934.
- The crisis of Indian civilisation in the eighteenth and early nineteenth centuries. The genesis of Indo-Muslim civilisation. The University of Calcutta, Kalkutta 1938.
- Commonwealth of Tomorrow. Indian Periodicals, Allahabad 1944.
- The art and Architecture of Bikaner State. Published for the Government of Bikaner State and the Royal India and Pakistan Society by Bruno Cassirer, Oxford 1950.
- The early wooden temples of Chamba (= Memoirs of the Kern Institute. 1, ISSN 0169-8907). Brill, Leiden 1955.
- The Indian and Persian miniature paintings in the Rijksprentenkabinet (Rijksmuseum) Amsterdam. Rijksmuseum, Amsterdam 1958.
- Indien. Fünf Jahrtausende indischer Kunst (= Kunst der Welt. Serie 1: Die Außereuropäischen Kulturen. 9). Holle, Baden-Baden 1959.
  - Englische Ausgabe: India. Five thousand years of Indian Art (= Art of the World. A Series of Regional Histories of the Visual Arts. 1). Methuen, London 1959.
- mit Annemarie Goetz: Maharaja Fatesingh Museum, Baroda. Catalogue. Maharaja Fatesingh Museum Trust, Baroda 1961.
- Geschichte Indiens (= Urban-Bücher. 59, ZDB-ID 995319-X). Kohlhammer, Stuttgart 1962.
- Mira Bai. Her life and times (= Bhavans Book University. Rupee Series. 52, ZDB-ID 2238407-8). Bharatiya Vidya Bhavan, Bombay 1966.
- Studies in the history and art of Kashmir and the Indian Himalaya (= Schriftenreihe des Südasieninstituts der Universität Heidelberg. 4, ZDB-ID 504593-9). Harrassowitz, Wiesbaden 1969.
- Studies in the history, religion and art of classical and mediaeval India (= Schriftenreihe des Südasieninstituts der Universität Heidelberg. 16). Edited by Hermann Kulke. Steiner, Wiesbaden 1974, ISBN 3-515-01817-4.
- Rajput art and architecture (= Schriftenreihe des Südasieninstituts der Universität Heidelberg. 26). Edited by Jyotindra Jain and Jutta Jain-Neubauer. Steiner, Wiesbaden 1978, ISBN 3-515-02982-6.